# Ramón González Paredes
Ramón José González Paredes (Trujillo, Venezuela, 6 de noviembre de 1925. Caracas, 18 de mayo de 2021) fue un abogado, narrador, dramaturgo, poeta y ensayista venezolano. Individuo de número de la Academia Venezolana de la Lengua. Ocupó el sillón O.

## Biografía
Nació en Trujillo (Venezuela) el 6 de noviembre de 1925 donde estudió en la Escuela del Estado Número Primero que regentaba su tía María de Lourdes Paredes Pimentel. En 1950 recibió los títulos de Doctor en Ciencias Políticas, Abogado de la República y Licenciado en Filosofía, en la Universidad Central de Venezuela, y el de Abogado en la Corte Superior en lo Civil y Mercantil del Distrito Federal.
Invitado por gobierno francés para especializarse en París, obtuvo el Diploma de Estudios Superiores de Filosofía en la Sorbona y Certificado en "Droit Commercial" de la Universidad Francesa. Fue el tutor de su tesis filosófica Gaston Bachelard, la obra se tituló Au Seuil du probleme de l'etre. Estudió en la Universidad de Madrid los cursos en Literatura Española, Historia de la Literatura Universal, Estética y Filosofía Medieval, Moderna y Contemporánea.
Con su obra Génesis, la primera de su colección Los Testamentos, ganó el Premio Hispanoamericano de Novela del Instituto de Cultura Hispánica de Madrid, al cual concurrieron 200 obras de España y América.
Como docente ejerció en los liceos trujillanos Cristóbal Mendoza, José Gregorio Hernández y Agustín Aveledo; en el Seminario Tridentino; en la Escuela de Formación de Oficiales de las Fuerzas Armadas de Cooperación; en la Universidad Católica Andrés Bello; en la Universidad Santa María, y fue profesor titular de las escuelas de Derecho, Comunicación Social y Educación de la Universidad Central de Venezuela durante veintisiete años. Desempeñó entre 1998 y 2009 el cargo de Director de Cultura, en la Universidad José María Vargas en Caracas y posteriormente el de rector desde octubre de 2009 hasta finales del año 2018.
En el ejercicio de su profesión de abogado fue procurador de Trabajadores, fiscal del Ministerio Público, magistrado de la Corte Superior Segunda en lo Penal de la Circunscripción Judicial del Distrito Federal y Estado Miranda, al igual de Consultor Jurídico de Ministerios e Institutos autónomos. También ejerció como litigante ante tribunales de justicia.

## Obra
- Crimen extraordinario, novela. Editorial Elite. 1945.[3]
- Prometeo, poema. Artes Gráficas. 1946.[4]
- Viajeros para una Caravana, ensayos. Garrido. Caracas, 1947.[5]
- Samuel y Ellos, dramas. Garrido. Caracas, 1947.[6]
- El suicida imaginario, novela. 1947.
- Campanas sin campanario, cuentos. Garrido. Caracas, 1948.[7]
- Extraña Ternura, cuento, publicado en el Suplemento Literario del diario El Nacional.
- Dos Agonias, dramas. Separata de Cultura Universitaria. Caracas, 1948.
- Fausto, poema. Garrido. 1948.[8]
- Génesis, novela. Imprenta López de Buenos Aires.
- Cosmos, Mundo y Universo, sistema filosófico. Libro publicado por la Dirección de Cultura de la Universidad Central de Venezuela. Caracas, 1950.[9]
- Éxodo, novela. Imprenta Hermanos Urrecheaga. Trujillo, 1952.
- Celia o Delirio de Soledad, novela. Asociación de Escritores Venezolanos. 1957.[10]
- Un canto de arco iris por Trujillo, poemas. Edición del Ejecutivo del Estado Trujillo, 1959.[11]
- Cecilio, epopeya de nuestro tiempo. Impresores Gráficos. Caracas, 1967.
- Ideario Sociológico. Edimpres. Caracas, 1967.
- 19 de Abril de 1810, discurso de Orden en el Concejo Municipal de Caracas. Edición del Concejo. Caracas, 1971.
- Santiago de Trujillo real y legendario. Edición de la Fundación Amigos de Santiago de Trujillo.
- Números o el caballo amarrado, novela. Edición de la Universidad Central de Venezuela, Dirección de Cultura. Caracas, 1974.[12]
- Dyonisos, poema. Caracas, 1973.
- Esa noche total, poema. Caracas, 1974.
- Pasos entre las aguas, poemas. Caracas, 1974.
- Conversaciones de crítica literaria, con otros autores, Edición de la Asociación Venezolana de Escritores. Caracas, 1982.
- Simón Bolívar, la angustia del sueño. Producciones Gráficas Reverón. Caracas 1982.
- Cabimbú, poemas. Editorial Centauro. Caracas, 1982.[13]
- Discurso de incorporación a la Academia Venezolana de la Lengua, Correspondiente de la Real Española, con la contestación del académico de la lengua y de la historia, Mario Briceño Perozo. Edición de la Academia. Caracas, 1987.
- En el brocal de la crítica literaria, edición de la Academia Venezolana de la Lengua. Caracas, 1988.
- Oleaje sonreido sobre el acantilado rotario, humorístico de poemas y relatos. Edición del Rotary Club de Caracas. 1989.
- Abel cayó en el cieno, novela. Edición de la Comisión Nacional y Regional del Bicentenario de Sucre. Caracas, 1994.
- Antonio José de Sucre en la dimensión de su destino, novela. El Nacional. 2006.[14]
- Levítico, o historia de un ser caído.
- Deuteronomio o un presidente ante si mismo, novela.
- Rojo es el río.
- Tiene otro libro en compañía de varios escritores para examinar el pensamiento de Bolívar, editado sobre conferencias pronunciadas en Pequivén, Morón, Estado Carabobo, por León Alfonso Pino, y sonetos sobre el Libertador, así como sonetos en memoria de Don Quijote, compilados y editados por Mario Briceño Perozo.

### Premios y reconocimientos
- Individuo de Número de la Academia Venezolana de la Lengua, Correspondiente de la Real Española.
- Miembro Correspondiente por el Estado Trujillo de la Academia Nacional de la Historia.
- Miembro Correspondiente para Hispanoamérica de la Real Academia Española.
- El Concejo Municipal del Distrito Trujillo lo consideró hijo ilustre de la ciudad.
- Premio Hispanoamericano de novela del Instituto de Cultura Hispánica de Madrid, bienio 1949-51, por su novela Génesis.
- Premio de la Municipalidad de Caracas, mención narrativa, año 1983, por su novela Simón Bolívar, la angustia del sueño.
- Medalla "Lucila Palacios" como escritor.
- Condecoración José María Vargas, de la Universidad Central de Venezuela, en su condición de profesor universitario de dicha universidad.
- Antiguo Presidente del Instituto Venezolano de Cultura Hispánica.
- Antiguo Presidente de la Asociación Venezolana de Escritores.
- Antiguo Presidente del Rotary Club de Caracas.
- Antiguo Presidente de la Fundación Amigos de Santiago de Trujillo.
- Considerado hijo putativo por la Junta Comunal del Municipio Santiago del Distrito Urdaneta del Estado Trujillo.
- La Escuela de Cine Documental de Caracas estrenó en 2013 el documental Ramón González Paredes: el camino por la incertidumbre (43 minutos) dirigido por César Cortez Rivas y realizado por Diego González Zorrilla, Eliadis Sayalero y Pedro E. Correa.[15][16]